# Antoria
Az Antoria egy Egyesült Királyságból származó gitármárka, mely az 1950-es évek során tűnt fel elsőként. Az Antoria gitárokat a JT Coppock Leeds Ltd. cég készítette – egy időben Hank Marvin, a Shadows szólógitárosa is játszott ilyen hangszeren. Az 1970-es és a 80-as évek elején Japánból importálták az Antoria gitárokat, amik hasonlóságot mutattak egyes Ibanez modellekkel. A JT Coppock a 80-as évek elején megszüntette a márkát, amit 2007-ben megvásárolt az Adam Hall Limited. Az újkori Antoria gitárok Dél-Koreában készülnek.

## Fordítás
- Ez a szócikk részben vagy egészben az Antoria című angol Wikipédia-szócikk fordításán alapul.  Az eredeti cikk szerkesztőit annak laptörténete sorolja fel. Ez a jelzés csupán a megfogalmazás eredetét és a szerzői jogokat jelzi, nem szolgál a cikkben szereplő információk forrásmegjelöléseként.